# 渋谷すばる LIVE TOUR 2016 歌
『渋谷すばる LIVE TOUR 2016 歌』（しぶたにすばる ライブ ツアー 2016 うた）は、2016年2月18日から同年3月27日にかけて開催された、渋谷すばるのライブツアー。同年9月16日にINFINITY RECORDSから2枚目のライブDVD/Blu-rayとして発売された。

## 概要

### ライブツアー
- 本ツアーは、2016年2月18日から同年3月27日にかけて開催された、自身のカバーアルバム『歌』を引っさげた全国ツアーである[6][7][8][9][10][11]。
- 前回のツアー『渋谷すばる LIVE TOUR 2015』から約1年振り、ソロ名義2度目となるライブツアー[8][15][16]。
- 本ツアーは、前回のツアーと同様にライブハウスを中心としたツアーであり、全国10会場13公演で合計3万4000人を動員した[13]。
- 本ツアーの千秋楽の会場である東京・両国国技館でジャニーズ事務所所属（当時）のアーティストがワンマンライブを行うのは初である[7][8][17][15][16][18][9][19]。
  - 同会場での開催に対して自身は「国技をする場所で日本の名曲をカバーさせてもらうというやりがいのある挑戦。相撲の神様と音楽の神様に仲良く後押ししていただけると力強いですね」と意気込みを述べた[8][15][17]。
- 本ツアーでは、前述のソロカバーアルバム『歌』に収録されたカバー曲を中心に、ソロデビュー曲「記憶」や、「オモイダマ」等の関ジャニ∞の楽曲、「あ」等の関ジャニ∞としてのソロ曲等、アンコールを含め全16曲を披露した[20][21][9][10]。
  - 尚、本ツアーで披露した楽曲の内、渋谷のソロ曲「words」と関ジャニ∞の楽曲「スペアキー」は関ジャニ∞のライブを通してもライブ初披露となり、「スペアキー」は関ジャニ∞としても披露されていなかった為、渋谷によるソロ歌唱が初披露となった[注 2]。
- 本ツアーでは、「歌にこだわりたい」との渋谷による拘りから、派手な演出や仕掛けは無く[19]、衣装もTシャツとジーンズのみでライブを行った[21]。
- 千秋楽公演の両国国技館の会場の外には、「渋谷すばる」や「えいたー（関ジャニ∞のファンの総称）」等と言ったのぼりが設置された[20][10]。

### 映像作品
- 前作『記憶 〜渋谷すばる/1562』『記憶 〜渋谷すばる/LIVE TOUR 2015』から約1年振りのリリース。
- 本作はDVD盤、Blu-ray盤の2形態で発売。
- 本作には、2016年3月27日に開催された、千秋楽公演である東京・両国国技館公演の模様を収録[12][13][14]。
- 各形態共通の特典DVD/Blu-rayには、「渋谷すばる 歌 エピソード」と題した、アルバムの企画・選曲・レコーディングの模様や、本項ツアーのメイキング映像、全国のラジオで行った企画『流しのすばる』の舞台裏等に密着した映像を収録[12][13][14]。
- 同年8月10日、本作のジャケット写真が公開された[22]。
- 同年9月15日、本作のメイン写真とプロモーション映像が公開された[23]。

#### 各形態概要
| 特典内容                                 | 形態      |
| ---------------------------------------- | --------- |
| 特典DVD（詳細は「#特典映像」を参照）     | DVD盤     |
| 特殊パッケージ仕様                       | DVD盤     |
| 12Pブックレット                          | DVD盤     |
| 特典Blu-ray（詳細は「#特典映像」を参照） | Blu-ray盤 |
| 特殊パッケージ仕様                       | Blu-ray盤 |
| 12Pブックレット                          | Blu-ray盤 |

## 公演日程
| 年     | 月  | 日   | 開演時間 | 会場                            |
| ------ | --- | ---- | -------- | ------------------------------- |
| 2016年 | 2月 | 18日 | 18:00    | Zepp Nagoya（愛知県）           |
| 2016年 | 2月 | 19日 | 18:00    | Zepp Nagoya（愛知県）           |
| 2016年 | 2月 | 25日 | 18:00    | Zepp Namba（大阪府）            |
| 2016年 | 2月 | 26日 | 18:00    | Zepp Namba（大阪府）            |
| 2016年 | 3月 | 4日  | 18:00    | Zepp Fukuoka（福岡県）          |
| 2016年 | 3月 | 13日 | 17:00    | Zepp Sapporo（北海道）          |
| 2016年 | 3月 | 17日 | 18:00    | Zepp DiverCity(TOKYO)（東京都） |
| 2016年 | 3月 | 18日 | 18:00    | Zepp DiverCity(TOKYO)（東京都） |
| 2016年 | 3月 | 26日 | 19:00    | 両国国技館（東京都）            |
| 2016年 | 3月 | 27日 | 17:00    | 両国国技館（東京都）            |

## 販売形態
- 発売日：2016年9月21日
  - DVD盤（JABA-5237~5239：3DVD）
    - 特殊パッケージ仕様（初回プレス分のみ）
    - 『12Pブックレット』封入（初回プレス分のみ）

  - Blu-ray盤（JAXA-5032~5033：2Blu-ray）
    - 特殊パッケージ仕様（初回プレス分のみ）
    - 『12Pブックレット』封入（初回プレス分のみ）

## チャート成績
- オリコンチャート
  - 初週2.7万枚を売り上げ、2016年10月3日付の「オリコン週間 ミュージックDVD・Blu-rayランキング」で週間1位を獲得した[1]。
    - 2作連続、通算2作目のミュージックDVD・Blu-ray1位獲得となった[1]。

  - 初週1.3万枚を売り上げ、2016年10月3日付の「オリコン週間 ミュージックDVDランキング」で週間1位を獲得した[1][2]。
    - 2作連続、通算2作目のミュージックDVD1位獲得となった[1]。

  - 初週1.4万枚を売り上げ、2016年10月3日付の「オリコン週間 ミュージックBlu-rayランキング」で週間1位を獲得した[1][3]。 
    - 2作連続、通算2作目のミュージックBlu-ray1位獲得となった[1]。

  - 初週1.3万枚を売り上げ、2016年10月3日付の「オリコン週間 DVDランキング」で週間1位を獲得した[1][4]。
    - ソロ名義の映像作品では自身初の総合チャートで1位獲得となった[1]。

  - 初週1.4万枚を売り上げ、2016年10月3日付の「オリコン週間 Blu-rayランキング」で週間2位を獲得した[1][5]。

## 収録内容

### 本編映像（セットリスト）
※DVD盤は、Disc 1にM-1~10、Disc 2にM-11以降を収録。
1. スローバラード
2. マンピーのG★SPOT
3. ファンキー・モンキー・ベイビー
4. 乗っかりトレイン
5. 宇宙に行ったライオン

＜セッション＞
1. words
2. 記憶
3. 元気を出して
4. ∞SAKAおばちゃんROCK

＜セッション＞
1. SWEET MEMORIES
2. スペアキー
3. 君がいないから
4. 言葉にできない
5. オモイダマ

＜アンコール＞
1. あ
2. Piano Man

＜セッション＞

### 特典映像
| #  | タイトル                     | 作詞 | 作曲・編曲 |
| -- | ---------------------------- | ---- | ---------- |
| 1. | 「渋谷すばる 歌 エピソード」 |      |            |